# Hodovo (Stolac)
Hodovo (en serbe cyrillique : Ходово) est un village de Bosnie-Herzégovine. Il est situé dans la municipalité de Stolac, dans le canton d'Herzégovine-Neretva et dans la fédération de Bosnie-et-Herzégovine. Selon les premiers résultats du recensement bosnien de 2013, il compte 386 habitants.

## Histoire
Sur le territoire du village se trouvent quatre nécropoles inscrites sur la liste des monuments nationaux de Bosnie-Herzégovine. La nécropole de Glavica abrite 5 tumuli préhistoriques et 52 stećci, un type particulier de tombes médiévales ; la nécropole de Radan krst abrite 8 stećci ; la nécropole de Perića en abrite 14 et la nécropole de Pogrebnice 28.

## Démographie

### Évolution historique de la population dans la localité
| 1948 | 1953 | 1961 | 1971 | 1981 | 1991 | 2013 |
| ---- | ---- | ---- | ---- | ---- | ---- | ---- |
| -    | -    | 708  | 666  | 601  | 418  | 386  |

|  |

### Communauté locale
En 1991, la communauté locale de Hodovo comptait 2 272 habitants, répartis de la manière suivante :